# كيمبورغس من مازوفيا
كيمبورغس المازوفية (البولندية:Cymbarka mazowiecka؛ الألمانية:Cimburgis von Masowien؛ 1394 أو 1397 - 28 سبتمبر 1429)؛ كانت دوقة النمسا بين عامي 1412 حتى 1424 وذلك من خلال زواجها من إرنست الحديدي دوق النمسا، وهي والدة فريدرخ الثالث إمبراطور الروماني المقدس في وقت لاحق، وأيضا تعتبر سلف الثاني بعد آنا من هوهنبيرغ وذلك لانقراض جميع بيوت هابسبورغ السابقة، بحيث تعتبر جميع فروع الهابسبورغ اللاحقة تأتي من نسل ابنها.

## السيرة الذاتية
تنتمي كيمبورغس إلى أسرة بياست الملكية السابقة، بحيث أنها ابنة الثانية لـ شيمويت الرابع دوق مازوفيا، كان والدها في السابق أحد مطالبين بالعرش البولندي، بحيث أراد الزواج من الملكة جادويغا ملكة بولندا إلا أنه فشل في ذلك لأن الملكة تزوجت في نهاية المطاف من الدوق الأكبر يوغيلا الليتواني عوضاً عنه وذلك لتمكين توحيد البلدين في المستقبل، في حين والدتها هي ألكسندرا الليتوانية تعتبر شقيقته، بحيث تزوجها بعد الصلح بينهما.
أيضا كان سلفها الدوق فيلهلم في السابق خطيب الملكة جادويغا، إلا أن خطبة انهارت مع صعودها إلى العرش البولندي، إلا أن الدوق إرنست بعد وفاة زوجته مارغريت البوميرانية انتقل إلى كراكوف متنكراً، وفقاً للأسطورة دخل إرنست إلى قلبها عندما حاول إنقاذها من هجوم دب شرس، في الواقع خالها الملك يوغيلا الذي أصبح يُعرف الآن بـ فلاديسلاف الثاني كان عالقاً في الحرب البولندية الليتوانية التوتونية ومع الملك زيكموند المجري، اغتنم الفرصة في تعزيز علاقاته مع آل هابسبورغ وأبدى موافقته.
أُقيم حفل الزواج في 25 يناير 1425 في بودا مقر إقامة ملك زيكموند، لأنه توسط للصلح بين بولندا والفرسان التوتونيون، على الرغم من أن عائلته آل هابسبورغ لم يبدأوا بموافقتهم، إلا أن كان زواجاً متناغماً، منذ عام 1411 أصبح زوجها رئيس لأسرته بعد وفاة شقيقه ليوبولد البدين، وأصبح الحاكم على الأراضي النمساوية في النمسا الداخلية (ستيريا، كارينثيا، كارنيولا) في حين شقيقه الأصغر فريدرخ أصبح الحاكم على تيرول وممتلكات الأسرة في شوابيا، وأما ابن عمه ألبرخت الخامس الذي أصبح بالغاً منذ 1411 أصبح حاكماً على دوقية النمسا.

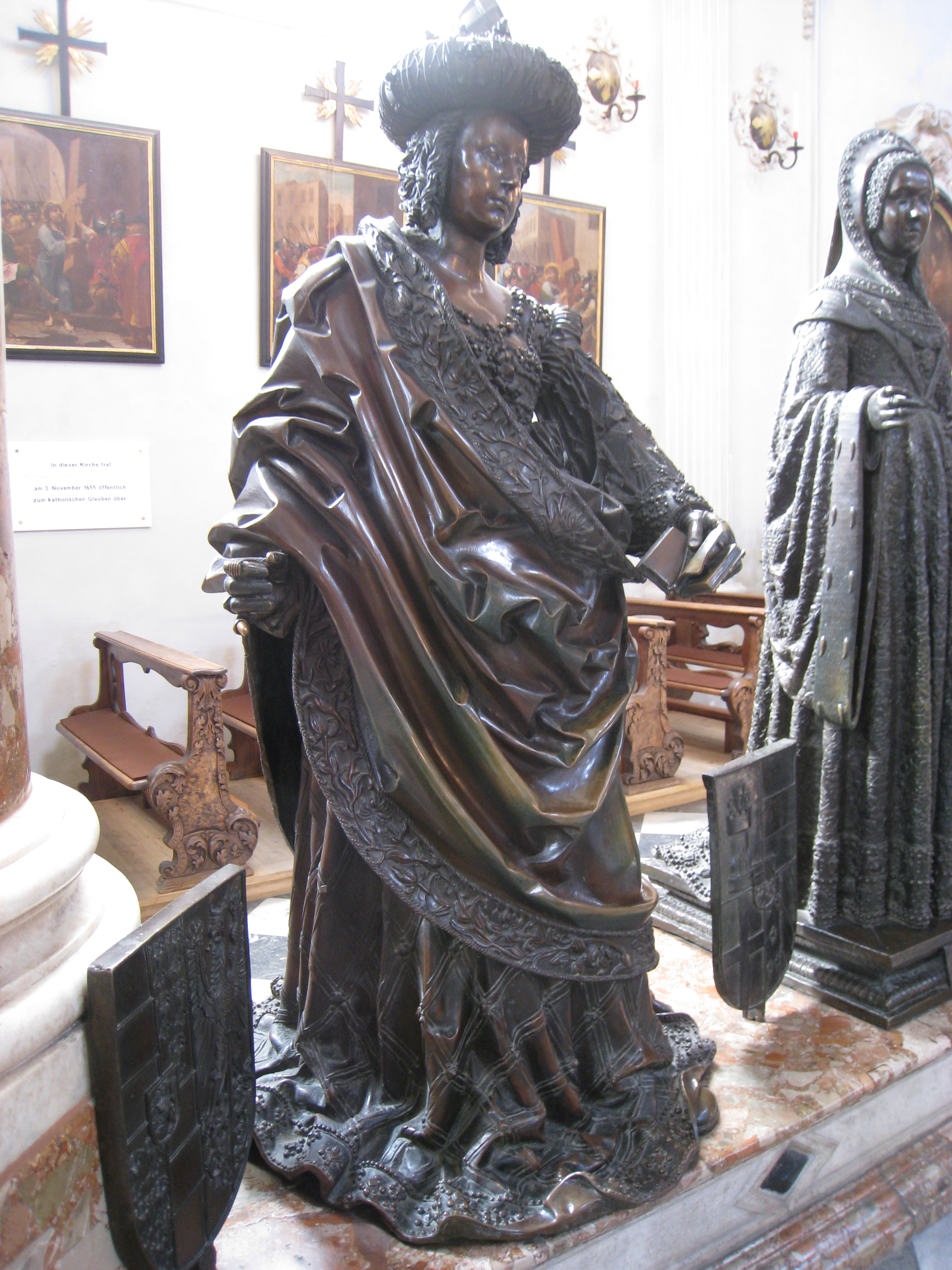
تمثال كيمبورغس في هوفكيرخ.

على الرغم من ذلك أنها كانت مثيرة للجدل فقد زعم على الأقل روبرت بيرتون من خلال كتابه تشريح الملنخوليا في 1621 في أنه جلبت معها سمة بروز الفك السفلي (الفقم) إلى الأسرة، كانت هذه السمة موجودة لمعظم أفراد الأسرة لعدة أجيال أبرزهم كارلوس الثاني ملك إسبانيا (1665-1700)، وكذلك ألفونسو الثالث عشر ملك إسبانيا (1886-1941)، ومع ذلك يعتقد أن جد الأكبر لزوجها ألبرخت الأول ملك ألمانيا وعمه رودولف الرابع دوق النمسا في الصورة معها، إلا أن تمثالها الموجود كنيسة إنسبروك هوفكيرخ لا تحمل فيه هذه السمة. يقول التقليد أن لها قوة الاستثنائية، والتي تظهر من خلال دفع المسامير في الحائط بيديها المكشوفة، وأيضا تكسير المكسرات بين أصابعها، عاشت كيمبورغس بعد وفاة زوجها بخمس سنوات تقريباً، وتوفيت بعد رحلة الحج إلى مارياتسيل في تورنيتس، ودفنت في دير ليلينفيلد.

## الذرية
أنجبت كيمبورغس تسعة أبناء لزوجها، ومع ذلك أربعة منهم وصلوا لسن البلوغ:
1. فريدرخ الثالث إمبراطور الروماني المقدس (21 سبتمبر 1415 - 19 أغسطس 1493)؛ له ذرية.
2. مارغريت (1417/16 - 12 فبراير 1486)؛ تزوجت من فريدرخ الثاني ناخب ساكسونيا، لهم ذرية.
3. ألبرخت السادس (18 ديسمبر 1418 - 2 ديسمبر 1463)؛ ليس لديه ذرية.
4. ألكسندر (توفي.1420).
5. رودولف (توفي. قبل 1424).
6. كاثرينا (1420 - 11 سبتمبر 1493)؛ تزوجت من كارل الأول مارغريف بادن-بادن، لهم ذرية.
7. ليوبولد (توفي.1424).
8. آنا (توفيت. قبل 1429).
9. إرنست (توفي. 10 أغسطس 1432).